# Aegopogon
Aegopogon es un género de plantas de la familia de las Poáceas, es originaria de las regiones tropicales de Asia y Norteamérica y Sudamérica. Comprende 35 especies descritas y de estas, solo 4 aceptadas.

## Taxonomía
El género fue descrito por Humb & Bonpl ex Willd y publicado en Species Plantarum. Editio quarta 4(2): 899. 1805[1806]. La especie tipo es: Aegopogon cenchroides Humb. & Bonpl. ex Willd. 
Etimología
Aegopogon: nombre genérico que deriva de las palabras griegas: " aix (cabra) y pogon (barba), refiriéndose a los fascículos de aristas.

## Especies aceptadas
A continuación se brinda un listado de las especies del género Aegopogon aceptadas hasta abril de 2015, ordenadas alfabéticamente. Para cada una se indica el nombre binomial seguido del autor, abreviado según las convenciones y usos.	 
- Aegopogon bryophilus Döll
- Aegopogon cenchroides Humb. & Bonpl. ex Willd.
- Aegopogon solisii G.A. Levin
- Aegopogon tenellus (DC.) Trin.